# VRML
VRML (acrònim anglès de Virtual Reality Modeling Language, pronunciat vermal o per les seves inicials, originalment —abans de 1995— conegut com a Virtual Reality Markup Language) és un format de fitxer estàndard per representar gràfics vectorials interactius tridimensionals (3D), dissenyat tenint present especialment el World Wide Web. Ha estat substituït per X3D.
VRML és un format de fitxer de text on, per exemple, els vèrtexs i les vores d'un polígon 3D es poden especificar juntament amb el color de la superfície, les textures de mapa UV, la brillantor, la transparència, etc. Els URL es poden associar amb components gràfics de manera que un navegador web pugui obtenir una pàgina web o un fitxer VRML nou d'Internet quan l'usuari faci clic al component gràfic específic. Les animacions, els sons, la il·luminació i altres aspectes del món virtual poden interactuar amb l'usuari o es poden activar per esdeveniments externs com ara temporitzadors. Un Script Node especial permet afegir codi de programa (per exemple, escrit en Java o ECMAScript) a un fitxer VRML.
Els fitxers VRML s'anomenen habitualment "mons" i tenen l'⁣extensió .wrl (per exemple, island.wrl). Els fitxers VRML es troben en text senzill i generalment es comprimeixen bé amb gzip, útil per transferir-los a Internet més ràpidament (alguns fitxers comprimits gzip utilitzen l'extensió .wrz). Molts programes de modelatge 3D poden desar objectes i escenes en format VRML.
El Consorci Web3D s'ha format per afavorir el desenvolupament col·lectiu del format. VRML (i el seu successor, X3D), han estat acceptats com a estàndards internacionals per l'⁣Organització Internacional per a l'Estandardització (ISO) i la Comissió Electrotècnica Internacional (IEC).
La primera versió de VRML es va especificar el novembre de 1994. Aquesta versió es va especificar a partir de, i s'assemblava molt a, l'⁣API i el format de fitxer del component de programari Open Inventor, desenvolupat originalment per SGI. El desenvolupament de la versió 2.0 va ser guiat pel grup d'arquitectura ad hoc VRML (VAG). Un esborrany de treball es va publicar l'agost de 1996. La col·laboració formal entre el VAG i l'SC24 d'ISO/IEC va començar l'any 1996 i VRML 2.0 es va presentar a ISO per a l'adopció com a estàndard internacional. La versió actual i funcionalment completa és VRML97 (ISO/IEC 14772-1:1997). Ara VRML ha estat substituït per X3D (ISO/IEC 19775-1).